# Дело (фильм, 2021)
«Дело» — российский фильм Алексея Германа-младшего. Сюжет картины повествует о том, как преподаватель вуза в провинциальном городке сражается за справедливость. Премьера состоялась 23 сентября 2021 года.

## В ролях
- Мераб Нинидзе
- Анна Михалкова
- Светлана Ходченкова
- Роза Хайруллина
- Александр Паль
- Александра Бортич
- Анастасия Мельникова
- Анастасия Талызина

## Производство
После того, как пандемия коронавируса прервала работу над фильмом «Воздух», режиссёр и продюсер Артём Васильев решили переключиться на «герметичный» (с малым количеством локаций) сценарий, написанный парой лет назад Германом-младшим в соавторстве с Марией Огневой. Пул партнёров для создания удалось собрать за месяц с небольшим, вопрос приезда Мераба Нинидзе из Австрии решался по линии Министерства культуры РФ и при содействии Михаила Швыдкого. Фильм снимали в посёлке Репино под Петербургом, съёмочный период занял лишь 25 дней.
Премьера фильма состоялась 9 июля 2021 года в конкурсе «Особый взгляд» 74-го Каннского кинофестиваля. Картина также представлена в секции «Горизонты» Международного кинофестиваля в Карловых Варах, который пройдет в августе 2021 года.